# كوبا جوجولادزي
كوبا جوجولادزي مواليد 7 يناير 1972 في بوتي، هو ملاكم محترف جورجي يصنف ضمن فئة وزن الريشة بدأ مسيرته الاحترافية سنة 1999. شارك في دورة الألعاب الأولمبية الصيفية سنة 1996.

## إحصائيات
خاض خلال مسيرته 23 نزالا، فاز في 20 ولم يتعادل وخسر في 3. فاز بالضربة القاضية في 8 نزالا.

## روابط خارجية
- كوبا جوجولادزي على موقع بوكس ريك (الإنجليزية) (registration required)
- كوبا جوجولادزي على موقع أوليمبيديا (الإنجليزية)